# Gemerský Sad
Gemerský Sad (hongrois : Gömörliget) est un village de Slovaquie situé dans la région de Banská Bystrica.

## Histoire
La première mention écrite du village date de 1258.
Le hameau de Mikolčany était une commune autonome en 1938. Il comptait 193 habitants en 1938 Elle faisait partie du district de Rožňava (hongrois : Rozsnyói járás). Le nom de la localité avant la Seconde Guerre mondiale était Mikolčany. Durant la période 1938 -1945, le nom hongrois Mikolcsány était d'usage.
Le hameau de Nováčany était une commune autonome en 1938. Il comptait 215 habitants en 1938 Elle faisait partie du district de Rožňava (hongrois : Rozsnyói járás). Le nom de la localité avant la Seconde Guerre mondiale était Nováčany. Durant la période 1938 -1945, le nom hongrois Gömörnánás était d'usage.

## Démographie

### Évolution de la population
| Année:               | 1994. | 2004.   | 2014.   | 2024.   |
| -------------------- | ----- | ------- | ------- | ------- |
| Nombre de personnes: | 337   | 317     | 302     | 289     |
| Différence:          |       | -5,93 % | -4,73 % | -4,30 % |

| Année:               | 2023. | 2024.   |
| -------------------- | ----- | ------- |
| Nombre de personnes: | 296   | 289     |
| Différence:          |       | -2,36 % |